# Seogwipo
Seogwipo est la ville la plus méridionale de la Corée. C'est un port situé au sud de l'île de Jeju au pied du mont Halla (1 950 m), un volcan éteint. En 2019, elle était peuplée par 177 360 habitants, tandis qu'en 2006, elle était peuplée de 172 042 habitants. Sa zone administrative est très grande (870 km²) et couvre toute la moitié sud de l'île car elle est issue de la fusion en 2006 de la ville de Seogwipo proprement dite (83 600 habitants en 2003) avec le district rural avoisinant de Jeju du Sud.

## Géographie
C'est l'endroit le plus chaud du pays (température annuelle moyenne : 16,2 °C ; maximale : 19,8 °C ; minimale : 13,0 °C), ce qui permet la culture de l'ananas et de la banane. Les précipitations annuelles sont de 1 850,7 mm. Le symbole de la ville est le camélia du Japon.

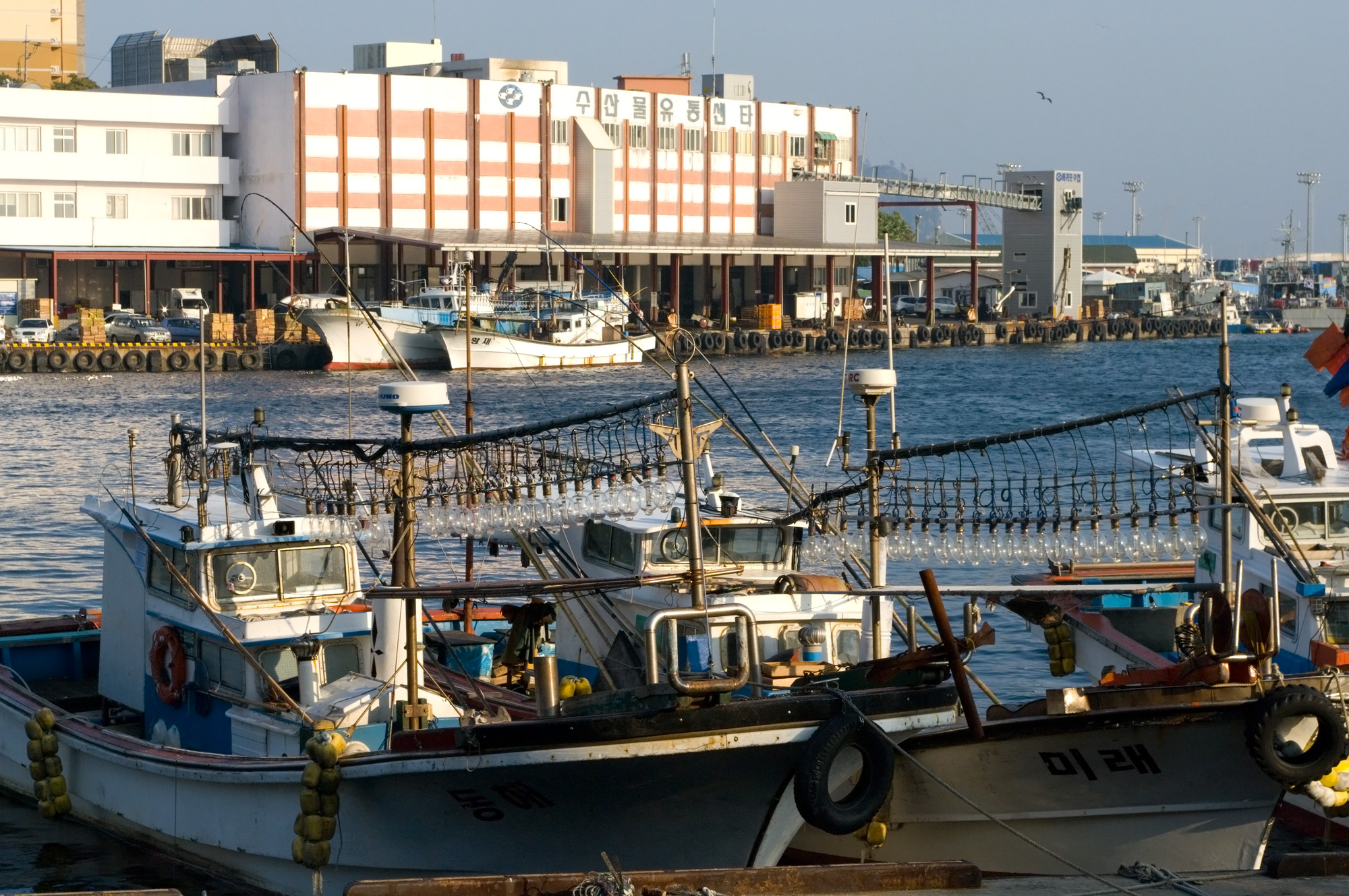
Le port avec des bateaux pour la pêche au calmar

Administrativement, la zone urbaine est divisée en 19 dongs. Trois bourgades (eup) et deux communes, les myeons sont issues du district rural de Jeju du Sud. Les trois eups sont :
- Namwon (남원, eup depuis 1980) : à 16 km à l'est de Seogwipo, 18 272 habitants en 2009, répartis en 17 villages (ri)
- Seongsan (성산), à 36 km à l'est de Seogwipo. 
 Le pic du soleil levant (Seongsan Ilchulbong) se dresse au-dessus de Seongsan. C'est le reste d'une éruption qui s'est produite il y a 100 000 ans, un cratère de 600 m de diamètre dominant la mer par des falaises hautes de 90 m[2].
- Daejeong (대정) : à 30 km à l'ouest de Seogwipo, 17 064 habitants en 2007
Cette dernière municipalité comprend également l'île de Mara (마라도, 33° 07′ 00″ N, 126° 16′ 00″ E), un petit bout de terre grand de 0,3 km², dépourvu d'arbres et situé à 8 km de la côte de Jeju. Marado est célèbre car c'est le point le plus au sud de la Corée. l'île était inhabitée jusqu'au début des années 1880. À cette époque, elle était connue sous le nom de Keumdo (금도), l'île interdite. Maintenant, elle abrite près de 90 personnes et est devenue une importante destination touristique à cause de ses formations rocheuses inhabituelles. En effet, la côte est rocheuse et très difficile d'accès. En particulier à l'est, les falaises peuvent atteindre une altitude de 39 mètres. l'île a été classée en tant que réserve naturelle. Une bonne partie de l'électricité est fournie par des centrales solaires totalisant une puissance de 30 kW.
En face de Marado se trouve le temple de Sanbanggulsa. C'était initialement une grotte dans la falaise du mont Sanbang et le lieu d'habitation du moine Hyeil (964-1053)[3] Le mont Sanbang s'étend dans la mer jusqu'à la pointe de la tête du dragon (Yeongmeori), faite de roches volcaniques aux formes étranges. Près de la plage se dresse un monument en l'honneur de l'explorateur Hendrik Hamel, un des 36 survivants du naufrage du Sperwer qui sombra à cet endroit en 1653. Hamel est l'auteur de la première description de la Corée faite par un européen.

Les deux myeons sont Andeok et Pyoseon: 
- À Pyoseon (표선), le village traditionnel de Seongeup a su sauvegarder le mode de vie d'autrefois. Il a conservé un grand nombre de maisons résidentielles, de sanctuaires, de statues en pierre et les anciens bureaux du gouvernement[4].
- À Andeok (안덕), le village de Deoksu-ri accueille depuis 1987 le parc de sculptures de l'île de Jeju. Au milieu des mandariniers, 160 œuvres présentent le thème « rencontre avec les êtres humains »[5].

### Climat
| Mois                                  | jan.      | fév.      | mars      | avril     | mai       | juin      | jui.      | août      | sep.      | oct.      | nov.    | déc.      | année     |
| ------------------------------------- | --------- | --------- | --------- | --------- | --------- | --------- | --------- | --------- | --------- | --------- | ------- | --------- | --------- |
| Température minimale moyenne (°C)     | 3,6       | 4,4       | 7,1       | 11,3      | 15,3      | 19,2      | 23,5      | 24,6      | 21,1      | 15,9      | 10,6    | 5,9       | 13,5      |
| Température moyenne (°C)              | 6,8       | 7,8       | 10,6      | 14,8      | 18,6      | 21,7      | 25,6      | 27,1      | 23,9      | 19,3      | 14,1    | 9,3       | 16,6      |
| Température maximale moyenne (°C)     | 10,7      | 11,6      | 14,4      | 18,5      | 22        | 24,6      | 28,3      | 30,1      | 27,4      | 23,4      | 18,2    | 13,2      | 20,2      |
| Record de froid (°C) date du record   | −6,4 2016 | −6,3 1977 | −4,4 1977 | 0,2 1972  | 7,2 1976  | 11,9 1969 | 14,8 1966 | 16,8 1962 | 12,2 1965 | 6,8 1970  | 0 1966  | −4,1 1967 | −6,4 2016 |
| Record de chaleur (°C) date du record | 20,7 2002 | 23,6 2021 | 23,8 2010 | 28,5 1993 | 30,4 2014 | 31,5 2015 | 35,8 2017 | 35,9 1966 | 33,6 2003 | 30,9 1964 | 28 2005 | 21,9 1987 | 35,9 1966 |
| Ensoleillement (h)                    | 152,2     | 152,6     | 174       | 190,9     | 199       | 144,2     | 142,1     | 184,2     | 176,1     | 207,1     | 170,5   | 161,8     | 2 054,7   |
| Précipitations (mm)                   | 61        | 77,1      | 131,2     | 174,9     | 205,8     | 276,9     | 309,8     | 291,6     | 196,6     | 81,6      | 71,4    | 45,1      | 1 923     |
| Nombre de jours avec précipitations   | 10,3      | 9,5       | 11        | 10,5      | 10,7      | 12,9      | 14,3      | 14,2      | 10,3      | 6,1       | 7,4     | 8,1       | 125,3     |
| Humidité relative (%)                 | 62,8      | 62,1      | 62,4      | 64,5      | 69,9      | 78,2      | 84,1      | 79        | 72,5      | 63,9      | 63,2    | 62,2      | 68,7      |
| Nombre de jours avec neige            | 4,4       | 2,7       | 1         | 0         | 0         | 0         | 0         | 0         | 0         | 0         | 0,2     | 3,2       | 11,5      |

| Diagramme climatique                                  |             |              |               |             |               |               |               |               |              |              |             |
| J                                                     | F           | M            | A             | M           | J             | J             | A             | S             | O            | N            | D           |
| 10,73,661                                             | 11,64,477,1 | 14,47,1131,2 | 18,511,3174,9 | 2215,3205,8 | 24,619,2276,9 | 28,323,5309,8 | 30,124,6291,6 | 27,421,1196,6 | 23,415,981,6 | 18,210,671,4 | 13,25,945,1 |
| Moyennes : • Temp. maxi et mini °C • Précipitation mm |             |              |               |             |               |               |               |               |              |              |             |

## Tourisme
La côte, les cascades de Jeongbang et de Cheonjeyeon, le jardin botanique de Yeomiji et le musée des ours en peluches sont les attractions principales de Seogwipo.

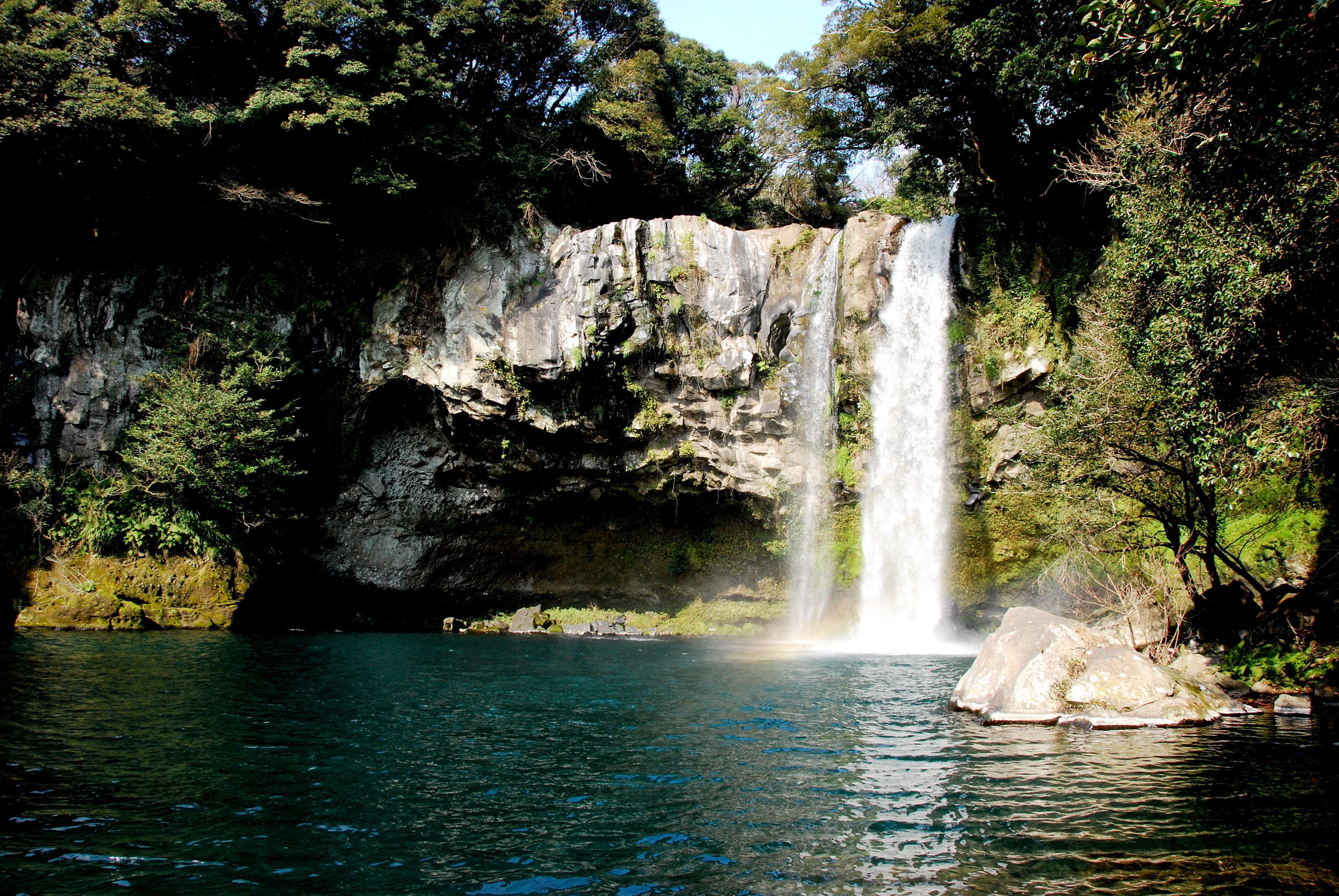
La cascade de Cheonjiyeon.

- La cascade de Jeongbang (정방폭포) : haute de 23 mètres, elle tombe pratiquement directement dans la mer. Située juste en dessous du centre-ville de Seogwipo, c'est l'une des principales attractions touristiques de l'île.
- La cascade de Cheonjiyeon (천지연폭포) : haute de 22 mètres et large de 12 mètres, elle tombe dans un étang artificiel profond de 20 m. Elle est située à l'entrée ouest de Seogwipo et est illuminée la nuit.
- Les cascades de Cheonjeyeon (천제연폭포) : leur nom signifie la cascade de l'étang de l'empereur du ciel. C'est la troisième des trois célèbres cascades de l'île et elle forme une suite de trois cascades. La première est haute de 22 mètres, la seconde de 30 mètres. La légende veut que l'on guérisse des maladies si l'on passe sous la cascade le 15e jour du septième mois de l'année. Elle raconte aussi que sept nymphes descendent du ciel la nuit pour se baigner dans l'étang. Juste au-dessus, le pont pédestre de Seonim (선임교)  traverse la rivière en direction du complexe touristique de Jungmun. Construit en 1984, long de 128 mètres et large de 4 mètres, il est peint en rouge et décoré de chaque côté par sept nymphes blanches qui jouent d'un instrument de musique.
- Le jardin botanique Yeomiji a été créé en 1989. Avec ses 28 253 m2, c'est l'un des plus grands jardins d'Asie. Il possède une serre de 12 543 m2, divisée en quatre jardins thématiques : les fruits tropicaux, la jungle, les cactus et les fleurs. À l'extérieur, on peut visiter des jardins paysagistes de style coréen, japonais, français et italien[9].
- Ilchulland, un jardin et une caverne formée par une coulée basaltique.

La ville a servi de lieu de tournage à de nombreuses séries télévisées.

## Sports
En 2002, la ville a accueilli la coupe du monde de football pour trois matches dans le Jeju World Cup Stadium, un stade de 35 657 places construit spécialement pour l'occasion.  Depuis 2006, ce stade accueille le Jeju United, une équipe qui jouait initialement à Séoul sous le nom de Bucheon SK. C'est un des piliers de la K-League.
Chaque année en juillet se déroule le Korea Triathlon Jeju (de), un triathlon qui se court sur la distance Ironman (3,86 km de natation, 180,2 km de vélo et 42,195 km de course).

## Galerie

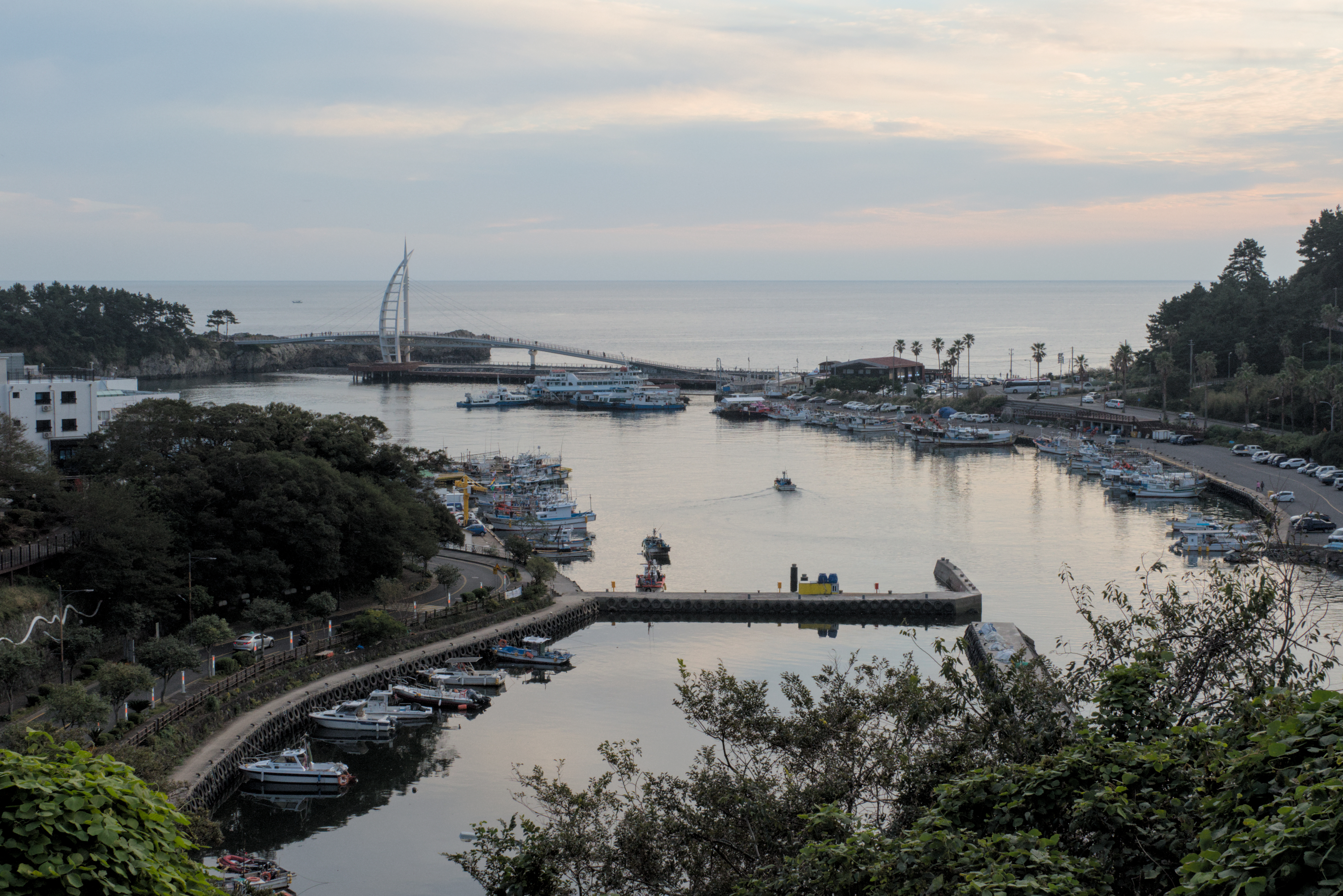
Le port de Seogwipo au crépuscule
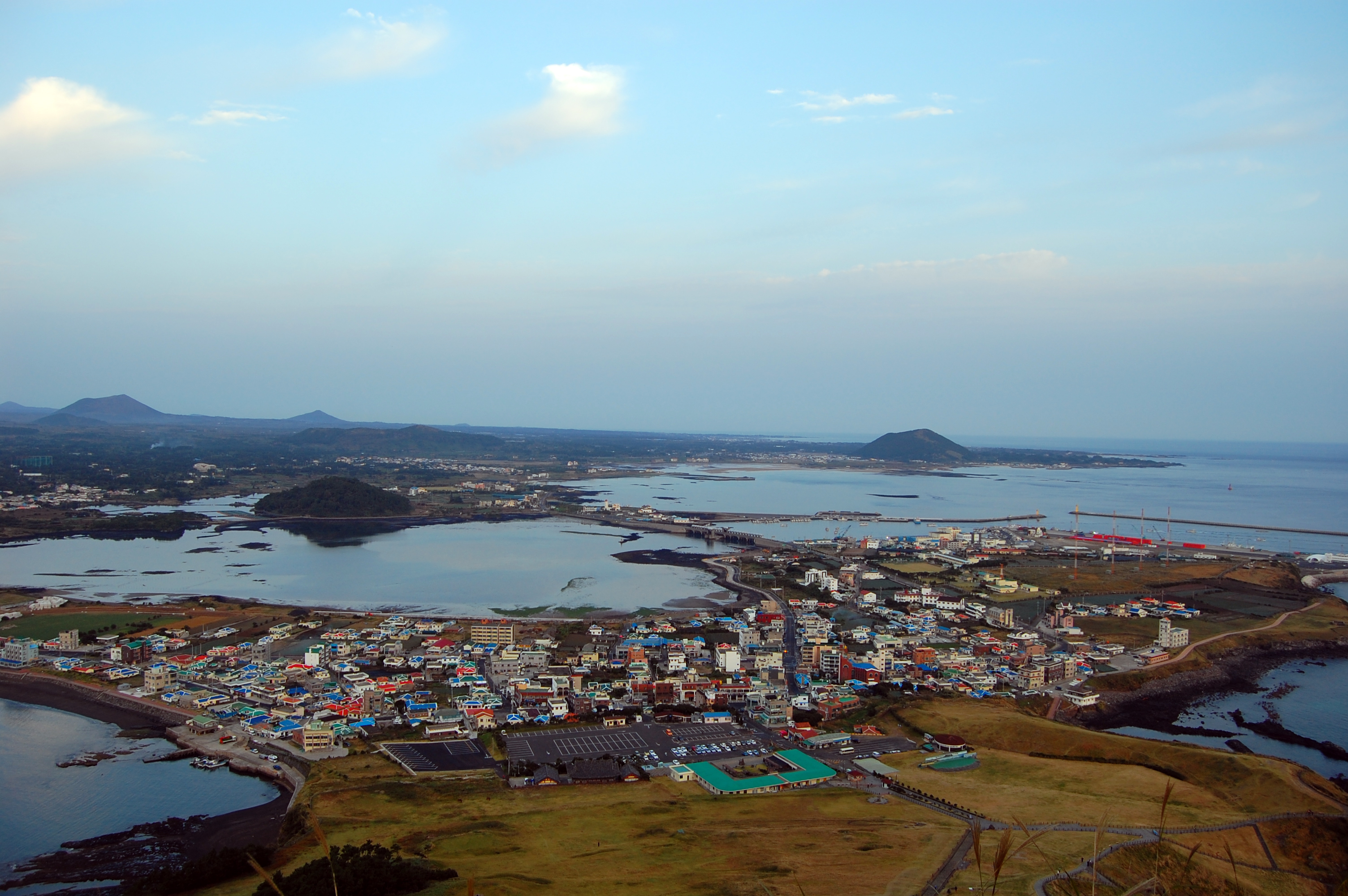
La petite ville de Seongsan vue depuis le Ilchulbong
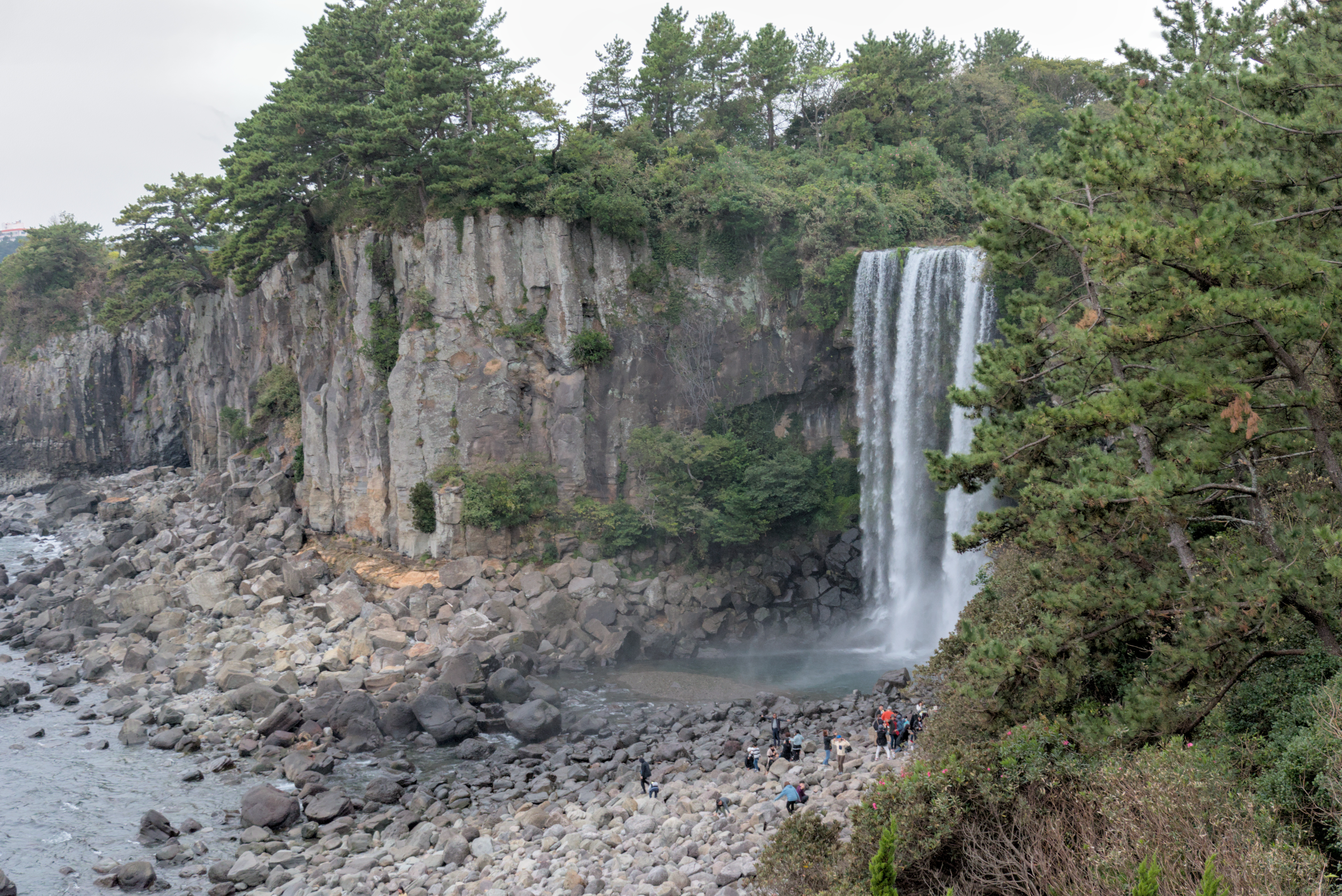
La cascade Jeongbang à marée basse
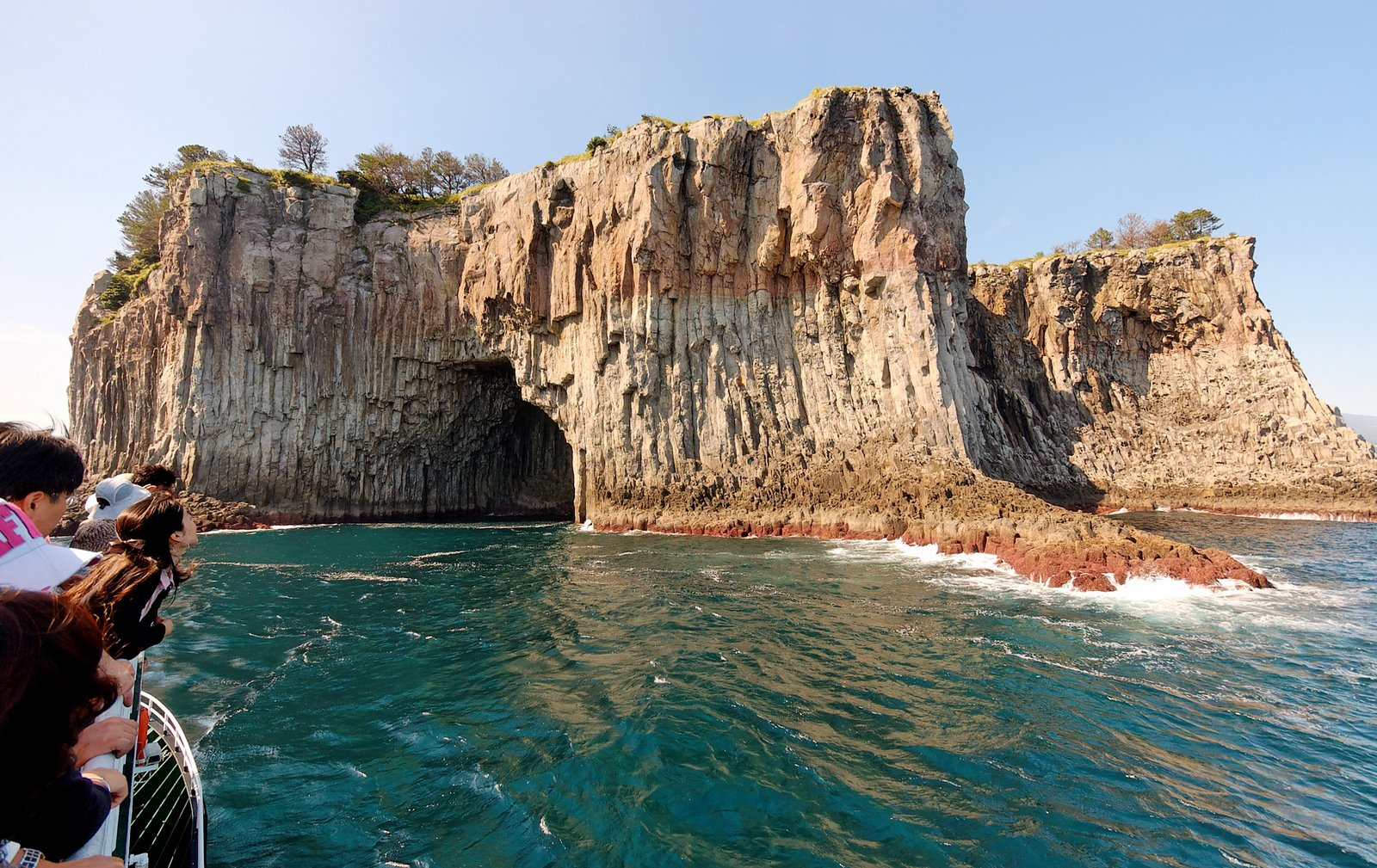
l'île de Beomseom